# Pieczęć stanowa Tennessee

Pieczęć stanowa Tennessee

Uchwalona 6 lutego 1796 roku w Konstytucji stanu Tennessee, jednak dopiero 25 września 1801 roku jej wygląd został ujednolicony. Liczba XVI przypomina, że był to szesnasty stan przyjęty do Unii. Pług, pszenica, bawełna i napis rolnictwo odzwierciedlają gospodarkę i ciężką pracę. Niżej widzimy łódź, symbolizującą handel z wykorzystaniem rzek Tennessee, Cumberland i Missisipi. Umieszczono też datę wpisania pieczęci do konstytucji stanowej (6 lutego 1796 roku). Obecny wygląd pieczęci został unormowany dopiero w 1987 roku. 